# 中野暢
中野 暢（1904年〈明治37年〉3月11日 - 没年不明）は、昭和時代の政治家。山口県小野田市長。

## 経歴
山口県阿武郡に生まれる。1922年（大正11年）小郡農業学校卒業。豊浦郡産業主事補、同農林主事補、山口県属経済部調整課長などを経て、1941年（昭和16年）地方事務官となり山口県地方課長に任じた。同年10月に退官したのち1942年（昭和17年）11月に小野田市助役に就任した。
1946年（昭和21年）1月、小野田市長に就任。本山、焼野に保育園を設立、市体育協会発足、小野田市是の制定、高千帆、小野田各新制中学校の開校などに尽力した。